# Varanus similis
Varanus similis también conocido como varano arborícola moteado, es una especie de lagarto escamoso de la familia Varanidae del orden Squamata.

## Descripción
Con una longitud total de 65 cm, el monitor de árbol manchado es una de las especies de varano más pequeñas. La cola es aproximadamente 1,5 veces más larga que la longitud de la cabeza al torso. Se pueden observar pequeñas variaciones de apariencia entre poblaciones. Los animales del norte del Territorio del Norte tienen manchas pequeñas y brillantes en su color base gris. A veces, se puede ver una mancha central oscura dentro del ocelular. Los ejemplares de Queensland tienen ocelos muy grandes en la espalda, que siempre tienen una mancha central oscura. Estos ocelos suelen estar dispuestos en 6 a 9 filas transversales. Alrededor de las filas, las escamas individuales de colores claros se disponen alternativamente, formando una banda estrecha. Sus afiladas garras están adaptadas para subir las ramas y troncos de los árboles. Es un animal rápido y ágil y se alimenta primordialmente de aves, reptiles, huevos e insectos. Su esperanza de vida es de 10-15 años.

## Distribución y hábitat
Viven en el norte tropical de Australia desde Treachery Bay en el Territorio del Norte hasta el sur hasta el centro de Queensland. En el noreste, el área de distribución se extiende hasta la península de Cabo York, Queensland. También viven en las islas del Estrecho de Torres y en las regiones del sur de Nueva Guinea. A menudo se informa de numerosos avistamientos de varios especímenes en Corroboree Bilabong.
V. similis habita casi exclusivamente en árboles. Habita tanto en las selvas tropicales de la península del Cabo York como en los bosques tropicales secos esclerófilos del sur. Mientras busca comida, Varanus similis ocasionalmente se puede ver en el suelo. Allí caza a sus presas como insectos, arácnidos y, a veces pequeños eslizones. Come casi todo lo que puede descubrir debajo de las hojas. Por la noche, los monitores de árboles manchados duermen en los huecos de los árboles o bajo la corteza muerta y suelta de los árboles.

## Crianza en cautiverio
Necesita un terrario de 80cm x 60cm x 80cm  como mínimo, varias ramas y troncos para que el reptil pueda posarse, se recomienda cubrir los lados del terrario con corcho para maximizar la actividad de escalada del varano. Es importante que el terrario tenga buena ventilación, la temperatura diurna debe ser de 26 a 29 °C, la nocturna de 24 °C y una humedad del 60-90%, se recomienda colocar lámparas fluorescentes de luz diurna o LED, lámpara de vapor de mercurio u otra fuente de luz UV y sustrato suelto y absorbente.

## Reproducción
Parejas o grupos solo en jaulas grandes con posibles retiros. De 6 a 19 huevos en un embrague colocado en un sustrato o caja nido, solo una vez por año. Incubación a 29 °C durante unos 130 días. No se incuba demasiado húmedo, posiblemente mejor sin sustrato.